# Valerij Vasziljevics Lukjancsenko
Valerij Vasziljevics Lukjancsenko (oroszul: Валерий Васильевич Лукьянченко) (Vlagyivosztok, 1942. május 14. –) szovjet színekben világbajnok orosz tőrvívó.